# リューバ・エンチェヴァ
リューバ・アタナソヴァ・エンチェヴァ (ブルガリア語: Люба Атанасова Енчева;ラテン文字転写例:Ljuba Atanasova Encheva、1914年8月9日 - 1989年8月4日）は、ブルガリアのピアニスト。

## 略歴
1914年、ブルガリア・ソフィアで生まれた。パリでマルセル・シャンピ、 ベルリンでエドウィン・フィッシャーの各氏に師事。ヴラディーミル・アブラモフとのデュオの他、ヴァシル・ステファノフらの指揮者と共演してピアニストとしての実績を積んだ。
1947年からブルガリア国立音楽院教授。1982年には来日してマスター・クラスを開いた。1989年、ソフィアにて死去。

## 受賞
- 1936年：第2、国際競争の歌と演奏家のウィーン
- 1952年：ディミトロフ賞
- 1979年：人々のアーティストduds